# Manuel Edfelder
Manuel Edfelder (* 20. Januar 1996 in Bad Reichenhall) ist ein deutscher Eishockeyspieler, der seit Juli 2025 bei den Blue Devils Weiden aus der DEL2 unter Vertrag steht und dort auf der Position des Verteidigers spielt. Zuvor war Edfelder bereits für die Starbulls Rosenheim und den EC Bad Tölz in derselben Liga aktiv.

## Karriere
Manuel Edfelder wurde in Bad Reichenhall geboren und durchlief bis zum Sommer 2013 durchlief die Nachwuchsmannschaften des EV Berchtesgaden. In der Saison 2012/13 kam der 16-Jährige bereits für die Herrenmannschaft in der sechstklassigen Bezirksliga Bayern zu Einsätzen. Anschließend wechselte der damalige Stürmer in den Nachwuchsbereich der Starbulls Rosenheim. Mit der Juniorenmannschaft der Starbulls spielte er in den folgenden zwei Jahren in der Deutschen Nachwuchsliga (DNL), ehe er während der Saison 2014/15 für die Profimannschaft des Klubs in der DEL2 debütierte. Schlussendlich war Edfelder dort bis zum Abstieg in die drittklassige Oberliga am Ende der Spielzeit 2016/17 aktiv.
Im Sommer 2017 erhielt Edfelder einen Vertrag bei der Düsseldorfer EG aus der Deutschen Eishockey Liga (DEL), trat diesen jedoch nicht an und wechselte stattdessen zum EC Bad Tölz. Damit blieb er weiterhin in der DEL2 aktiv. Nach vier Jahren bei den Tölzer Löwen kehrte er im Sommer 2021 zu seinem Stammverein nach Rosenheim zurück und feierte mit dem Klub am Ende der Saison 2022/23 den Gewinn der Oberliga-Meisterschaft, der gleichbedeutend mit dem Wiederaufstieg in die DEL2 war. Edfelder wechselte aber erneut zum EC Bad Tölz, den er nach zwei Jahren wieder verließ und sich im Sommer 2025 den Blue Devils Weiden aus der DEL2 anschloss.

### International
Edfelder nahm mit der deutschen U18-Nationalmannschaft an der U18-Junioren-Weltmeisterschaft 2014 teil und belegte mit dem Nationalteam den neunten Platz. Anschließend kam er in der U19- und U20-Nationalmannschaft zum Einsatz. Mit letzterer spielte er bei der U20-Weltmeisterschaft der Division IA 2016 und belegte den fünften Rang. Dabei gelang ihm ein Tor.

## Erfolge und Auszeichnungen
- 2023 Oberliga-Meister und Aufstieg in die DEL2 mit den Starbulls Rosenheim

## Karrierestatistik
Stand: Ende der Saison 2024/25

### International
Vertrat Deutschland bei:
- U18-Junioren-Weltmeisterschaft 2014
- U20-Junioren-Weltmeisterschaft der Division IA 2016

(Legende zur Spielerstatistik: Sp oder GP = absolvierte Spiele; T oder G = erzielte Tore; V oder A = erzielte Assists; Pkt oder Pts = erzielte Scorerpunkte; SM oder PIM = erhaltene Strafminuten; +/− = Plus/Minus-Bilanz; PP = erzielte Überzahltore; SH = erzielte Unterzahltore; GW = erzielte Siegtore; 1 Play-downs/Relegation; Kursiv: Statistik nicht vollständig)